# 831e brigade d'aviation tactique
La 831e brigade d'aviation tactique  est une unité de la Force aérienne ukrainienne.
Le 15 juin 2022, la brigade a reçu l'Ordre « pour le Courage ».

## Historique

### Période soviétique

#### Seconde Guerre mondiale
Le 659e régiment d'aviation de chasse, ancêtre de la 831e brigade d'aviation tactique, est formé à Krasnovodsk (aujourd'hui Türkmenbaşy, au Turkménistan) le 27 novembre 1941. Le régiment intègre l'armée active le 8 janvier 1942, après avoir commencé ses opérations militaires au sein de la 4e division mixte d'aviation (ru), en soutien de la 4e armée de choc du front de Kalinine. En 1941, le régiment est équipé de chasseurs biplans Polikarpov I-15.  De 1942 à 1943, il reçoit de nouveaux Yakovlev Yak-1 et Yak-7 avant de passer aux Yakovlev Yak-9 de 1943 à 1945.  Le 659e régiment participe à la bataille de Roumanie (en), et aux invasions de la Bulgarie, de la Hongrie et de l'Autriche. Au cours de la Seconde Guerre mondiale, le régiment effectue en tout 9960 sorties de combat, 10451 heures de vol, abat 417 avions ennemis et détruit 838 véhicules ennemis.

#### Guerre froide
Le 659e régiment d'aviation de chasse est renommé le 10 janvier 1949 pour devenir le 831e régiment d'aviation de chasse. Il est alors basé à l'aéroport de Kiev-Boryspil, en RSS d'Ukraine. La même année, le régiment reçoit son premier modèle d'avion à réaction MiG 15, avant de passer successivement au MiG 17 en 1951, au MiG 21bis en 1966, au MiG 21SM en 1973. En 1985, le 831e régiment d'aviation de chasse est la première unité de première ligne des forces aériennes soviétiques à se convertir au Sukhoï Su-27 « Flanker ». Ses six premiers appareils sont livrés le 10 novembre 1985, et la conversion complète est achevée le 27 octobre 1986.
En 1977, le régiment est déplacé vers la base aérienne de Myrhorod, dans l'oblast de Poltava.

### Période ukrainienne
Le 13 janvier 1992, le 831e régiment d'aviation prête serment de fidélité au peuple ukrainien, six mois après la déclaration d'indépendance du pays. L'armée de l'air ukrainienne est créée le 17 mars 1992 et le régiment y est donc intégré avec son matériel. En 1996, quatre pilotes du régiment participent au défilé aérien du cinquième anniversaire de l'indépendance ukrainienne en accompagnant dans leurs Su-27 un bombardier Tupolev Tu-160. En 1997, le 831e régiment accueille des pilotes américains de la 4th Fighter Wing (4th FW), en mémoire des pilotes de la 4th FW basés à Myrhorod au cours de l'opération Frantic pendant la Seconde Guerre mondiale. En juin 1998, le colonel Ivan Chernenko (en) effectue la première visite d'un Su-27UB ukrainien aux États-Unis, traversant l'Atlantique pour atteindre la Seymour Johnson Air Force Base (en), en Caroline du Nord, la base de la 4th Fighter Wing.

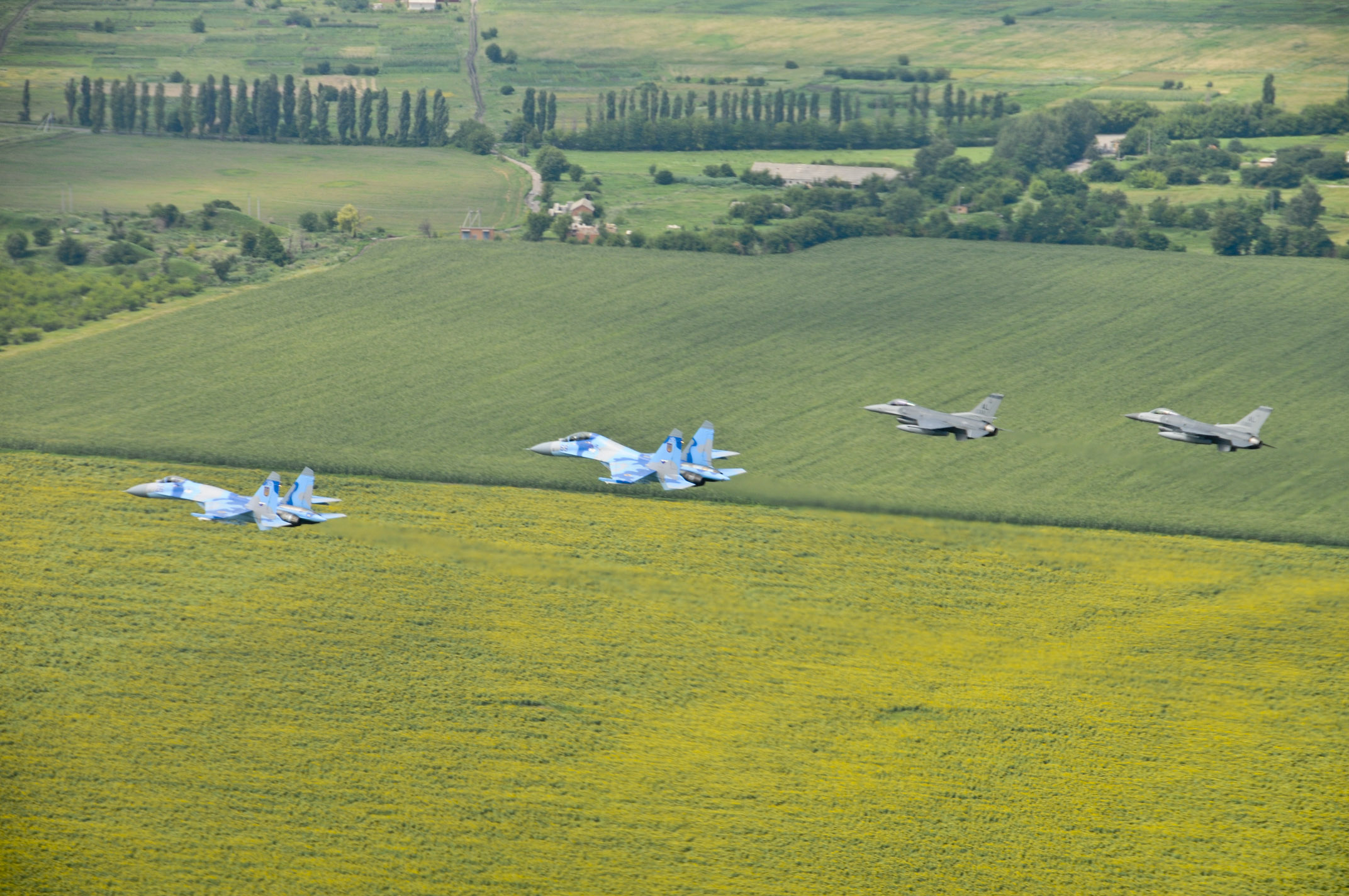
Deux Su-27 de la 831e brigade aux côtés de F-16 de l' au cours de l'exercice Safe Skies

Le 1er août 2003, le 831e régiment d'aviation est intégré au 5e corps d'aviation (uk) et change de nom pour devenir la 831e brigade d'aviation. Le 25 janvier 2005, la brigade est intégrée au commandement aérien Centre (uk). En octobre 2007, la brigade est renommée une nouvelle fois et obtient son nom actuel (en 2024) de 831e brigade d'aviation tactique.
Entre le 19 et le 26 juillet 2011, l'exercice militaire conjoint ukraino-américano-polonais baptisé « Safe Sky 2011 » se tient autour de la base de la 831e brigade à Myrhorod. Les pilotes de la 831e brigade opèrent principalement avec les pilotes de la 144th Fighter Wing (en) de la California Air National Guard (en) et avec des pilotes de l'Alabama Air National Guard (en).
Après le début de l'invasion de l'Ukraine par la Russie le 24 février 2022, la brigade est engagée dans les combats et reçoit l'ordre Pour le Courage et la Bravoure le 15 juin 2022. Elle perd plusieurs appareils durant cette guerre ; le 28 mars 2023, un Su-27 s'écrase près de Prylouky et son pilote tué, peut-être en chassant des drones russes; le 17 mai 2024, un Su-27 est abattu par les forces russes et son pilote tué; le 2 février 2025, un Su-27 est abattu et son pilote tué, selon des sources ouvertes, par un Su-30SM2 de l'aviation navale russe lors d'un combat BVR à 130 km de distance par un missile air-air Vympel R-37.

## Équipement
- Soukhoï Su-27.
- L-39M1